# Hyllus decoratus
Hyllus decoratus är en spindelart som beskrevs av Tord Tamerlan Teodor Thorell 1887. Hyllus decoratus ingår i släktet Hyllus och familjen hoppspindlar. Inga underarter finns listade i Catalogue of Life.